# Lyra Ekström Lindbäck
Lyra Elin Josefina Ekström Lindbäck (tidigare Koli), född 14 juni 1990 i Sköns församling i Västernorrlands län, är en svensk författare. Hon vann 2008 Lilla Augustpriset och har därefter kommit med ett halvdussin romaner, ofta kretsande kring sökande människor och olika identiteter.

## Biografi
Ekström Lindbäck vann Lilla Augustpriset 2008 för texten "Manual". Hon utkom 2012 med romanen Tillhör Lyra Ekström Lindbäck. Denna följdes 2014 av Ett så starkt ljus, som var nominerad till Augustpriset samma år. 
År 2016 kom I tiden. Boken kretsade kring frilansskribenten Christoffer och hans livsleda, trots att han inte ens har fyllt trettio år och fått allt han drömde om när han var tonåring.
År 2019 debuterade hon som poet med Leviatan, en "lekfull poetisk undersökning av Leviatan, alltså det havsmonster som suggestivt beskrivs i Jobs bok i Bibeln".  Hon studerar tankefiguren Leviatan i andra urkunder än bibeln och behandlingen av den i kreationistiska sammanhang. Vidare undersöker hon rön från bibelforskningen samt olika texter om sjöodjur i allmänhet 
Hon har även varit redaktör för den poetiska nättidskriften Fikssion (nedlagd 2015) samt förläggare på förlaget Lesbisk Pocket.
År 2023 disputerade hon med en avhandling om den irländska filosofen och författarinnan Iris Murdoch, Iris Murdoch and the ancient quarrel – why literature is not philosophy, vid universitetet i Pardubice i Tjeckien. Samma år utkom hon med romanen Moral, i vilken hon utforskar frågor om sexualitet och maktstrukturer vid ett tjeckiskt universitet. Boken nominerades till 2023 års Augustpris i den skönlitterära klassen.
Lyra Ekström Lindbäck driver tillsammans med Mikaela Blomqvist och Rebecka Kärde litteraturpodden Gästabudet.

## Priser och utmärkelser
- 2008 – Lilla Augustpriset
- 2023 – De Nios julpris